# Sepiola atlantica
Sepiola atlantica — вид мелких прибрежных головоногих моллюсков из семейства сепиолид (Sepiolidae).

## Описание
Оба пола Sepiola atlantica вырастают примерно до 21 мм (длина мантии).

## Ареал и места обитания
Sepiola atlantica обитает в северо-восточной части Атлантического океана от Исландии, Фарерских островов и Западной Норвегии до марокканского побережья. Один представитель вида был пойман в Средиземном море.
Типовой экземпляр был собран в Бискайском заливе и находится в Национальном музее естественной истории в Париже.

## Размножение
Во время спаривания самец обычно приближается к самке, захватывая брюшную область её мантии самки и использует дорсальную руку, чтобы передать сперматофоры в мантийной полости самки. Спаривание, как правило, длится от 68 до 80 минут. За это время самка может изменить цвет или узор, в то время как окраска самца в целом остается неизменной.

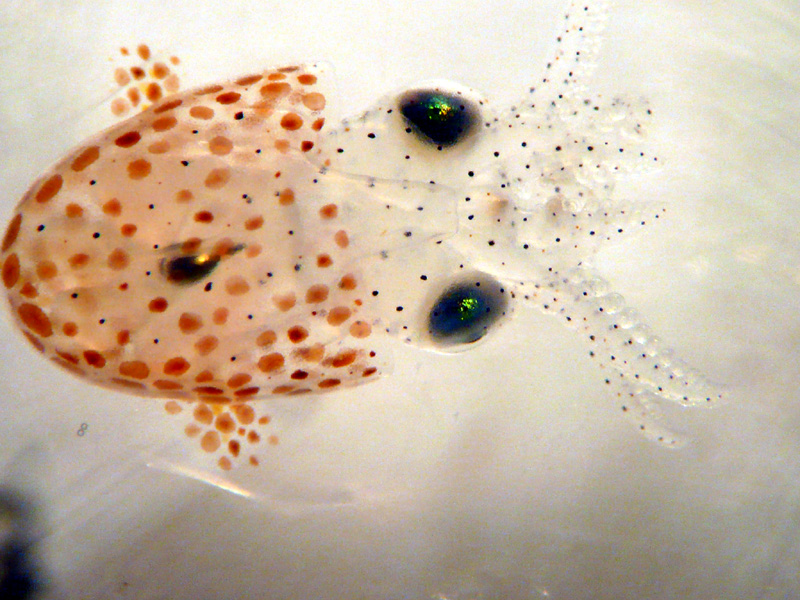
Молодая особь
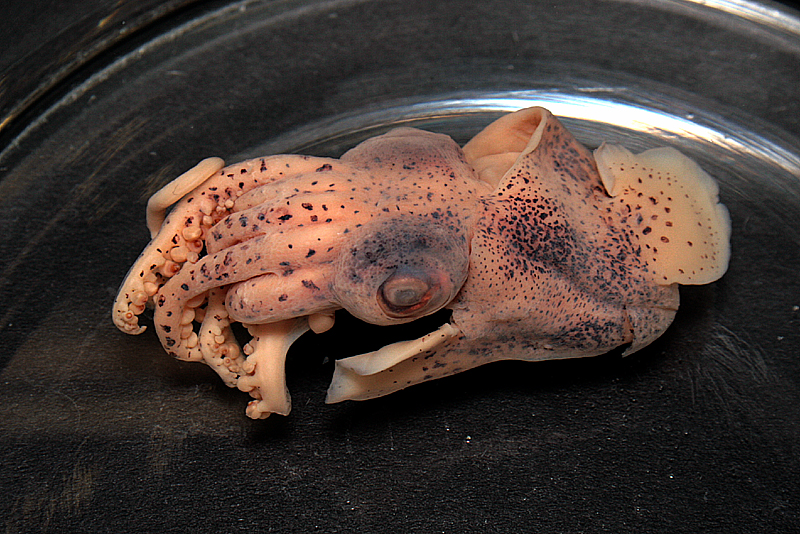
Зафиксированный образец
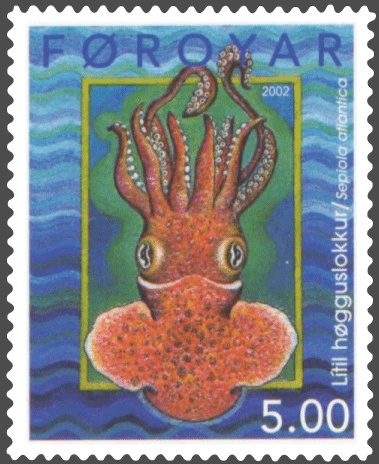
Sepiola atlantica на почтовой марке Фарерских островов. Худ. Астрид Андреасен